# Partido Socialista Obrero Independiente Estonio
El Partido Socialista Obrero Independiente Estonio (en estonio: Eesti Iseseisev Sotsialistlik Tööliste Partei, EISTP) fue un partido político en Estonia entre 1919 y 1924. 

## Historia
El partido se formó en 1919 como una escisión del Partido Socialista Revolucionario Estonio, al que se unieron desertores del Partido Socialdemócrata Obrero Estonio. Se presentó a las elecciones a la Asamblea Constituyente de 1919 como Socialistas Revolucionarios, obteniendo siete escaños. Más tarde ese mismo año se convirtió en el EISTP. Su líder, Hans Kruus, defendía abiertamente ideas procomunistas y el objetivo principal del partido era la reforma agraria radical en Estonia. 
En las elecciones de 1920, el EISTP obtuvo 11 de los 100 escaños del Riigikogu. En 1922, el partido fue infiltrado por miembros del Partido Comunista de Estonia, lo que desencadenó una lucha de poder que los comunistas ganaron a mediados de 1923, cuya radicalización llevó al partido a solo 5 escaños. La oposición de derecha abandonó el partido en 1922 y formó el Partido Socialista Obrero Independiente (ISTP).
El EISTP pasó a llamarse Partido Popular Obrero (en estonio: Eestimaa töörahva partei) y se convirtió en una fachada para los comunistas proscritos. En mayo de 1924, el partido fue ilegalizado, y en 1925, el partido escindido de derecha, el ISTP, se fusionó con el Partido Socialdemócrata Obrero Estonio para formar el Partido Socialista Obrero de Estonia.

## Ideología
El EISTP representaba el espectro político entre la socialdemocracia y los comunistas prosoviéticos. El partido compartía muchos planteamientos socialistas de izquierda con los comunistas, como la dictadura del proletariado, pero el EISTP rechazó la hegemonía rusa soviética en Estonia. El líder, Hans Kruus, viajó al congreso de la Internacional Comunista en Moscú en 1921 para solicitar ser miembro de la Internaciona, pero fracasó debido a la resistencia del Partido Comunista de Estonia.

## Resultados electorales
Los resultados electorales antes de su disolución fueron los siguientes:
| Elección | Votos  | %     | Escaños | +/–   | Posición |
| -------- | ------ | ----- | ------- | ----- | -------- |
| 1919     | 26.536 | 5,80  | 7/120   | Nuevo | 5.º      |
| 1920     | 50.119 | 10,64 | 11/100  | 4     | 4.º      |
| 1923     | 21.704 | 4,72  | 5/100   | 6     | 7.º      |